# Coupe des clubs champions africains 1982
Navigation
Édition précédente Édition suivante
La Coupe des clubs champions africains 1982 est la dix-huitième édition de la Coupe des clubs champions africains. Le club vainqueur de la compétition est désigné champion d'Afrique des clubs 1982. Trente-six formations sont engagées dans la compétition. 
C'est le club égyptien d'Al Ahly SC, qui remporte cette édition après avoir battu les Ghanéens d'Asante Kotoko en finale. C'est la première finale et donc le premier titre continental d'Al Ahly et le deuxième pour le football égyptien, après le succès d'Ismaily en 1969. Asante Kotoko connaît en revanche son quatrième échec en cinq finales.

## Tour préliminaire
| Équipe 1           | Résultat | Équipe 2        | Aller | Retour |
| ------------------ | -------- | --------------- | ----- | ------ |
| Mhlume Peacemakers | 3 - 2    | Maseru Brothers | 1 - 0 | 2 - 2  |
| Atlético Malabo    | 1 - 4    | Sporting Moura  | 0 - 1 | 1 - 3  |
| ASC Police         | 1 - 3    | Adjidjas FAP    | 0 - 2 | 1 - 1  |
| Vital’O FC         | 3 - 2    | Rayon Sports FC | 3 - 1 | 0 - 1  |

## Premier tour
| Équipe 1              | Résultat      | Équipe 2                  | Aller | Retour |
| --------------------- | ------------- | ------------------------- | ----- | ------ |
| AS Kaloum Star        | 3 - 1         | Real Republicans FC       | 3 - 0 | 0 - 1  |
| Adjidjas FAP          | 2 - 6         | Stella Club               | 1 - 3 | 1 - 3  |
| Étoile du Congo       | 1 - 2         | AS Real Bamako            | 1 - 1 | 0 - 1  |
| Lavori Publici        | 0 - 1         | Al Ahly SC                | 0 - 0 | 0 - 1  |
| CD Primeiro de Agosto | 1 - 3         | Enugu Rangers             | 1 - 1 | 0 - 3  |
| AC Semassi            | 3 - 4         | Asante Kotoko FC          | 3 - 2 | 0 - 2  |
| Dynamos FC            | 4 - 3         | Botswana Defence Force XI | 2 - 2 | 2 - 1  |
| FC Saint Éloi Lupopo  | 7 - 2         | Sporting Moura            | 4 - 2 | 3 - 0  |
| Green Buffaloes FC    | 2 - 0         | Vital’O FC                | 0 - 0 | 2 - 0  |
| Invincible Eleven     | 2 - 1         | Tonnerre Yaoundé          | 1 - 0 | 1 - 1  |
| RS Kouba              | 4 - 2         | KAC de Kénitra            | 1 - 1 | 3 - 1  |
| AS Somasud            | 4 - 2         | Mhlume Peacemakers        | 4 - 0 | 0 - 2  |
| Al Hilal              | 1 - 1 4-1 tab | JE Tizi-OuzouT            | 1 - 0 | 0 - 1  |
| US Mbila Nzambi       | -             | US Gorée forfait          | -     | -      |
| Kampala City Council  | 4 - 4E        | AFC Leopards              | 3 - 0 | 1 - 4  |
| Têxtil do Punguè      | 1 - 4         | Young Africans FC         | 1 - 2 | 0 - 2  |

## Deuxième tour
| Équipe 1             | Résultat      | Équipe 2             | Aller | Retour |
| -------------------- | ------------- | -------------------- | ----- | ------ |
| Stella Club          | 1 - 1 3-4 tab | RS Kouba             | 1 - 0 | 0 - 1  |
| US Mbila Nzambi      | 1 - 2         | AS Real Bamako       | 1 - 0 | 0 - 2  |
| Al Ahly SC           | 6 - 1         | Young Africans FC    | 5 - 0 | 1 - 1  |
| Enugu Rangers        | 1 - 0         | AS Kaloum Star       | 0 - 0 | 1 - 0  |
| FC Saint Éloi Lupopo | 1 - 1E        | Dynamos FC           | 0 - 0 | 1 - 1  |
| Green Buffaloes FC   | 6 - 1         | AS Somasud           | 3 - 0 | 3 - 1  |
| Invincible Eleven    | 0 - 3         | Asante Kotoko FC     | 0 - 0 | 0 - 3  |
| Al Hilal             | 1 - 5         | Kampala City Council | 0 - 2 | 1 - 3  |

## Quarts de finale
| Équipe 1             | Résultat | Équipe 2             | Aller | Retour |
| -------------------- | -------- | -------------------- | ----- | ------ |
| Al Ahly SC           | 3 - 2    | Green Buffaloes FC   | 3 - 1 | 0 - 1  |
| Enugu Rangers        | 7 - 1    | RS Kouba             | 5 - 0 | 2 - 1  |
| FC Saint Éloi Lupopo | 4 - 3    | AS Real Bamako       | 2 - 0 | 2 - 3  |
| Asante Kotoko FC     | 7 - 1    | Kampala City Council | 6 - 0 | 1 - 1  |

## Demi-finales
| Équipe 1             | Résultat | Équipe 2         | Aller | Retour |
| -------------------- | -------- | ---------------- | ----- | ------ |
| Enugu Rangers        | 1 - 4    | Al Ahly SC       | 1 - 0 | 0 - 4  |
| FC Saint Éloi Lupopo | 1 - 4    | Asante Kotoko FC | 1 - 2 | 0 - 2  |

## Finale
| Aller            | Al Ahly SC                      | 3 - 0 | Asante Kotoko FC | Stade international, Le Caire |             |
| 28 novembre 1982 | Al-Khatib 13e 34e · Maihoub 19e |       |                  | Arbitrage :                   | Arbitrage : |

| Retour           | Asante Kotoko FC | 1 - 1 | Al Ahly SC    | Kumasi Sports Stadium, Kumasi |                         |
| 12 décembre 1982 | Bannerman 12e    |       | 70e Al-Khatib | Arbitrage : Dodou N'Jie       | Arbitrage : Dodou N'Jie |

| Coupe des clubs champions africains Vainqueur 1982 |
| -------------------------------------------------- |
| Al Ahly SC Premier titre                           |